# Dolné Obdokovce
Dolné Obdokovce (in ungherese Alsóbodok) è un comune della Slovacchia facente parte del distretto di Nitra, nella regione omonima.